# Stormskärs Maja
Stormskärs Maja är en romanserie skriven av Anni Blomqvist. Den första romanen i serien, Vägen till Stormskäret, utgavs 1968.
I romanserien får man följa Majas liv från liten flicka på gården ”Vestergårds” på Simskäla och hela hennes liv som torparhustru på ”Stormskäret” (i verkligheten Väderskär fyra sjömil norr om Simskäla) under 1800-talet. Flera av episoderna i romanerna grundar sig på verkliga händelser, men har kombinerats i de fiktiva huvudpersonernas liv.
1976 spelades TV-serien Stormskärs Maja in 1976 av Finlands Rundradio (YLE), som blev en av de mest populära finlandssvenska TV-serierna genom tiderna, också på finskt håll. En filmatisering producerad av Solar Films och regisserad av Tiina Lymi spelades in på Åland och hade premiär i januari 2024.

## Bokserien om Maja
- Vägen till Stormskäret (1968)
- Med havet som granne (1969)
- Maja (1970)
- I kamp med havet (1971)
- Vägen från Stormskäret (1973)